# Bo (Vorname)
Bo ist ein meist männlicher, aber nicht eindeutig einem Geschlecht zugeordneter Vorname. 

## Herkunft und Bedeutung
Bo kommt aus dem Skandinavischen und bedeutet so viel wie: der Sesshafte, der ansässige Bewohner. Gebräuchliche Koseform des Namens in Schweden ist Bosse, das „O“ wird hierbei eher als „U“ ausgesprochen.
Ebenfalls möglich ist der Gebrauch als Kurzform von Namen wie beispielsweise Bonifatius, Bojan oder Björn.

## Namensträger

### Bo
- Bo Bendsneyder (* 1999), niederländischer Motorradrennfahrer
- Bo Bice (* 1975), US-amerikanischer Rockmusiker
- Bo Burnham (* 1990), US-amerikanischer Komiker und Musiker
- Bo Christensen (1937–2020), dänischer Filmproduzent
- Bo Derek (* 1956), US-amerikanische Schauspielerin
- Bo Diddley (1928–2008), US-amerikanischer Gitarrist
- Bo Ericson (1919–1970), schwedischer Hammerwerfer
- Bo Ericson (* 1958), schwedischer Eishockeyspieler
- Bo Giertz (1905–1998), schwedischer lutherischer Bischof und christlicher Schriftsteller
- Bo Hansen (* 1983), deutscher Schauspieler
- Bo Hansson (1943–2010), schwedischer Keyboarder und Komponist
- Bo Henriksen (* 1975), dänischer Fußballtrainer und ehemaliger -spieler
- Bo Hopkins (1938–2022), US-amerikanischer Schauspieler
- Bo Johansson (* 1942), schwedischer Fußballtrainer
- Bo Johansson (* 1945), schwedischer Gewichtheber
- Bo Kanda Lita Baehre (* 1999), deutscher Stabhochspringer
- Bo Katzman (* 1952), Schweizer Gospelsänger
- Bo Lidegaard (* 1958), dänischer Diplomat, Politiker, Schriftsteller und Journalist
- Bo McCalebb (* 1985), US-amerikanisch-mazedonischer Basketballspieler
- Bo Nilsson (* ≈1935), schwedischer Badmintonspieler
- Bo Nilsson (* 1944), schwedischer Fußballspieler und -trainer
- Bo Outlaw (* 1971), US-amerikanischer Basketballspieler
- Bo Poraj (* 1973), englischer Schauspieler
- Bo Skovhus (* 1962), dänischer Sänger (Bariton)
- Bo Spellerberg (* 1979), dänischer Handballspieler
- Bo Svensson (* 1979), dänischer Fußballspieler
- Bo Arne Vibenius (* 1943), schwedischer Filmregisseur
- Bo Weinberg, Spitzname von Abraham Weinberg (1897–1935), US-amerikanischer Mafioso
- Bo Widerberg (1930–1997), schwedischer Filmregisseur, Drehbuchautor und Filmeditor

### Bosse
- Bosse Ringholm (* 1942), schwedischer Politiker
- Bosse von Mansfeld, Burggraf[1]

### Kunstfiguren
- Bosse aus der Kinderbuchreihe Wir Kinder aus Bullerbü von Astrid Lindgren